# Legenda o świętym pijaku (opowiadanie)
Legenda o świętym pijaku (niem. Die Legende vom heiligen Trinker) – opowiadanie autorstwa Josepha Rotha, które zostało po raz pierwszy wydane przez wydawnictwo Allert de Lange po śmierci autora w 1939 roku.

## Treść
Głównym bohaterem opowiadania jest Andrzej Kartak. Podobnie jak jego ojciec jest górnikiem. Pochodzi ze Śląska z Olszowic, skąd wyjechał do Francji, kiedy przeczytał w gazecie, że szukają tam górników.
Pracował w kopalniach, a zamieszkał u małżeństwa Szebiec. Tam też nawiązał romans z panią Karoliną. Kiedy jej mąż dowiedział się o tym, Andrzej zabił go, za co później spędził dwa lata w więzieniu. Po wyjściu z więzienia stał się jednym z paryskich bezdomnych. Od tej pory nocował pod mostami Sekwany, żyjąc z dnia na dzień.
Pewnego dnia przydarza się mu pierwszy cud: nieznajomy mężczyzna pożycza mu dwieście franków. Przy tym opowiada historię swojego nawrócenia, ze szczególnym sentymentem wspominając świętą Teresę z Lisieux. Zastrzega, aby Andrzej oddał pieniądze właśnie jej – w kaplicy Sainte-Marie des Betignolles w Paryżu. Bezdomny początkowo przepija pieniądze, ale chce je oddać, dlatego zaczyna uczciwą pracę. Zarobione pieniądze trwoni jednak dalej. Tymczasem spotykają go kolejne cuda. Andrzej kupuje używany portfel, w którym później znajduje pieniądze. Bohaterowi pomaga też dawny, przypadkowo spotkany znajomy. W jego życiu pojawia się również była kochanka Karolina, z którą spędza noc, ale wyraźnie nie okazuje już więcej zainteresowania kobietą. Poznaje bowiem Teresę, której chce oddać pieniądze, ma przecież na imię tak samo jak wspomniana przez nieznajomego święta. Kobieta nie przyjmuje jednak pieniędzy, a sama daje Andrzejowi banknot stufrankowy. Chwilę później mężczyzna przewraca się i umiera przeniesiony do zakrystii w kaplicy.

## Polskie wydania
Joseph Roth: Legenda o świętym pijaku i inne opowiadania. Kraków; Budapeszt: Wydawnictwo Austeria, 2016. ISBN 978-83-7866-142-9.

## Adaptacje filmowe
Na podstawie opowiadania został nakręcony w 1988 roku włoski film La Leggenda del santo bevitore w reżyserii Ermanno Olmiego.